# 11. etape af Vuelta a España 2021
11. etape af Vuelta a España 2021 er en 131,6 km lang kuperet etape, som køres den 25. august 2021 med start i Antequera og mål i Valdepeñas de Jaén.

## Resultater

### Etaperesultat
| \| Etaperesultat \| Etaperesultat \| Etaperesultat \| Etaperesultat \| Etaperesultat \| \| Rytter \| Rytter \| Hold \| Tid \| \| \| ------------- \| -------------------- \| ---------------------------------- \| ------------- \| ------------- \| \| 1. \| Primož Roglič \| Jumbo-Visma \| 3t 11' 00" \| \| \| 2. \| Enric Mas \| Movistar Team \| + 3" \| \| \| 3. \| Miguel Ángel López \| Movistar Team \| + 5" \| \| \| 4. \| Jack Haig \| Bahrain Victorious \| + 7" \| \| \| 5. \| Adam Yates \| Ineos Grenadiers \| + 7" \| \| \| 6. \| Romain Bardet \| Team DSM \| + 7" \| \| \| 7. \| Felix Großschartner \| Bora-Hansgrohe \| + 7" \| \| \| 8. \| Aleksandr Vlasov \| Astana-Premier Tech \| + 7" \| \| \| 9. \| Egan Bernal \| Ineos Grenadiers \| + 11" \| \| \| 10. \| Odd Christian Eiking \| Intermarché-Wanty-Gobert Matériaux \| + 11" \| \| |                      |                                    |            |
| |                      |                                    |            |
| Kilde: ProCyclingStats |                      |                                    |            |
| Etaperesultat |                      |                                    |            |
| Rytter | Rytter               | Hold                               | Tid        |
| 1. | Primož Roglič        | Jumbo-Visma                        | 3t 11' 00" |
| 2. | Enric Mas            | Movistar Team                      | + 3"       |
| 3. | Miguel Ángel López   | Movistar Team                      | + 5"       |
| 4. | Jack Haig            | Bahrain Victorious                 | + 7"       |
| 5. | Adam Yates           | Ineos Grenadiers                   | + 7"       |
| 6. | Romain Bardet        | Team DSM                           | + 7"       |
| 7. | Felix Großschartner  | Bora-Hansgrohe                     | + 7"       |
| 8. | Aleksandr Vlasov     | Astana-Premier Tech                | + 7"       |
| 9. | Egan Bernal          | Ineos Grenadiers                   | + 11"      |
| 10. | Odd Christian Eiking | Intermarché-Wanty-Gobert Matériaux | + 11"      |

### Klassement efter etapen
| \| Samlede stilling \| Samlede stilling \| Samlede stilling \| Samlede stilling \| Samlede stilling \| \| Rytter \| Rytter \| Hold \| Tid \| \| \| ---------------- \| -------------------- \| ---------------------------------- \| ---------------- \| ---------------- \| \| 1. \| Odd Christian Eiking \| Intermarché-Wanty-Gobert Matériaux \| 41t 48' 57" \| \| \| 2. \| Guillaume Martin \| Cofidis \| + 58" \| \| \| 3. \| Primož Roglič \| Jumbo-Visma \| + 1' 56" \| \| \| 4. \| Enric Mas \| Movistar Team \| + 2' 31" \| \| \| 5. \| Miguel Ángel López \| Movistar Team \| + 3' 28" \| \| \| 6. \| Jack Haig \| Bahrain Victorious \| + 3' 55" \| \| \| 7. \| Egan Bernal \| Ineos Grenadiers \| + 4' 46" \| \| \| 8. \| Adam Yates \| Ineos Grenadiers \| + 4' 57" \| \| \| 9. \| Sepp Kuss \| Jumbo-Visma \| + 5' 03" \| \| \| 10. \| Felix Großschartner \| Bora-Hansgrohe \| + 5' 38" \| \| |                      |                                    |             |
| |                      |                                    |             |
| Kilde: ProCyclingStats |                      |                                    |             |
| Samlede stilling |                      |                                    |             |
| Rytter | Rytter               | Hold                               | Tid         |
| 1. | Odd Christian Eiking | Intermarché-Wanty-Gobert Matériaux | 41t 48' 57" |
| 2. | Guillaume Martin     | Cofidis                            | + 58"       |
| 3. | Primož Roglič        | Jumbo-Visma                        | + 1' 56"    |
| 4. | Enric Mas            | Movistar Team                      | + 2' 31"    |
| 5. | Miguel Ángel López   | Movistar Team                      | + 3' 28"    |
| 6. | Jack Haig            | Bahrain Victorious                 | + 3' 55"    |
| 7. | Egan Bernal          | Ineos Grenadiers                   | + 4' 46"    |
| 8. | Adam Yates           | Ineos Grenadiers                   | + 4' 57"    |
| 9. | Sepp Kuss            | Jumbo-Visma                        | + 5' 03"    |
| 10. | Felix Großschartner  | Bora-Hansgrohe                     | + 5' 38"    |

| Pointkonkurrence | Pointkonkurrence   | Pointkonkurrence      | Pointkonkurrence | Pointkonkurrence |
| Rytter           | Rytter             | Hold                  | Point            |                  |
| ---------------- | ------------------ | --------------------- | ---------------- | ---------------- |
| 1.               | Fabio Jakobsen     | Deceuninck-Quick Step | 180 point        |                  |
| 2.               | Primož Roglič      | Jumbo-Visma           | 101 point        |                  |
| 3.               | Magnus Cort        | EF Education-Nippo    | 84 point         |                  |
| 4.               | Arnaud Démare      | Groupama-FDJ          | 74 point         |                  |
| 5.               | Alberto Dainese    | Team DSM              | 73 point         |                  |
| 6.               | Michael Matthews   | BikeExchange          | 70 point         |                  |
| 7.               | Enric Mas          | Movistar Team         | 69 point         |                  |
| 8.               | Lilian Calmejane   | AG2R Citroën Team     | 59 point         |                  |
| 9.               | Matteo Trentin     | UAE Team Emirates     | 54 point         |                  |
| 10.              | Miguel Ángel López | Movistar Team         | 52 point         |                  |

| Pointkonkurrence | Pointkonkurrence   | Pointkonkurrence      | Pointkonkurrence | Pointkonkurrence |
| Rytter           | Rytter             | Hold                  | Point            |                  |
| ---------------- | ------------------ | --------------------- | ---------------- | ---------------- |
| 1.               | Fabio Jakobsen     | Deceuninck-Quick Step | 180 point        |                  |
| 2.               | Primož Roglič      | Jumbo-Visma           | 101 point        |                  |
| 3.               | Magnus Cort        | EF Education-Nippo    | 84 point         |                  |
| 4.               | Arnaud Démare      | Groupama-FDJ          | 74 point         |                  |
| 5.               | Alberto Dainese    | Team DSM              | 73 point         |                  |
| 6.               | Michael Matthews   | BikeExchange          | 70 point         |                  |
| 7.               | Enric Mas          | Movistar Team         | 69 point         |                  |
| 8.               | Lilian Calmejane   | AG2R Citroën Team     | 59 point         |                  |
| 9.               | Matteo Trentin     | UAE Team Emirates     | 54 point         |                  |
| 10.              | Miguel Ángel López | Movistar Team         | 52 point         |                  |

| Bjergkonkurrence | Bjergkonkurrence | Bjergkonkurrence                   | Bjergkonkurrence | Bjergkonkurrence |
| Rytter           | Rytter           | Hold                               | Point            |                  |
| ---------------- | ---------------- | ---------------------------------- | ---------------- | ---------------- |
| 1.               | Damiano Caruso   | Bahrain Victorious                 | 31 point         |                  |
| 2.               | Romain Bardet    | Team DSM                           | 22 point         |                  |
| 3.               | Michael Storer   | Team DSM                           | 17 point         |                  |
| 4.               | Pavel Sivakov    | Ineos Grenadiers                   | 16 point         |                  |
| 5.               | Jack Haig        | Bahrain Victorious                 | 15 point         |                  |
| 6.               | Primož Roglič    | Jumbo-Visma                        | 12 point         |                  |
| 7.               | Kenny Elissonde  | Trek-Segafredo                     | 11 point         |                  |
| 8.               | Rein Taaramäe    | Intermarché-Wanty-Gobert Matériaux | 10 point         |                  |
| 9.               | Sepp Kuss        | Jumbo-Visma                        | 9 point          |                  |
| 10.              | Magnus Cort      | EF Education-Nippo                 | 8 point          |                  |

| Bjergkonkurrence | Bjergkonkurrence | Bjergkonkurrence                   | Bjergkonkurrence | Bjergkonkurrence |
| Rytter           | Rytter           | Hold                               | Point            |                  |
| ---------------- | ---------------- | ---------------------------------- | ---------------- | ---------------- |
| 1.               | Damiano Caruso   | Bahrain Victorious                 | 31 point         |                  |
| 2.               | Romain Bardet    | Team DSM                           | 22 point         |                  |
| 3.               | Michael Storer   | Team DSM                           | 17 point         |                  |
| 4.               | Pavel Sivakov    | Ineos Grenadiers                   | 16 point         |                  |
| 5.               | Jack Haig        | Bahrain Victorious                 | 15 point         |                  |
| 6.               | Primož Roglič    | Jumbo-Visma                        | 12 point         |                  |
| 7.               | Kenny Elissonde  | Trek-Segafredo                     | 11 point         |                  |
| 8.               | Rein Taaramäe    | Intermarché-Wanty-Gobert Matériaux | 10 point         |                  |
| 9.               | Sepp Kuss        | Jumbo-Visma                        | 9 point          |                  |
| 10.              | Magnus Cort      | EF Education-Nippo                 | 8 point          |                  |

| Ungdomskonkurrence | Ungdomskonkurrence       | Ungdomskonkurrence     | Ungdomskonkurrence | Ungdomskonkurrence |
| Rytter             | Rytter                   | Hold                   | Tid                |                    |
| ------------------ | ------------------------ | ---------------------- | ------------------ | ------------------ |
| 1.                 | Egan Bernal              | Ineos Grenadiers       | 41t 53' 43"        |                    |
| 2.                 | Aleksandr Vlasov         | Astana-Premier Tech    | + 1' 22"           |                    |
| 3.                 | Gino Mäder               | Bahrain Victorious     | + 2' 08"           |                    |
| 4.                 | Juan Pedro López         | Trek-Segafredo         | + 4' 49"           |                    |
| 5.                 | Rémy Rochas              | Cofidis                | + 17' 12"          |                    |
| 6.                 | Steff Cras               | Lotto-Soudal           | + 32' 52"          |                    |
| 7.                 | Clément Champoussin      | AG2R Citroën Team      | + 33' 02"          |                    |
| 8.                 | Michael Storer           | Team DSM               | + 38' 55"          |                    |
| 9.                 | Jefferson Alveiro Cepeda | Caja Rural-Seguros RGA | + 42' 08"          |                    |
| 10.                | Pavel Sivakov            | Ineos Grenadiers       | + 47' 24"          |                    |

| Ungdomskonkurrence | Ungdomskonkurrence       | Ungdomskonkurrence     | Ungdomskonkurrence | Ungdomskonkurrence |
| Rytter             | Rytter                   | Hold                   | Tid                |                    |
| ------------------ | ------------------------ | ---------------------- | ------------------ | ------------------ |
| 1.                 | Egan Bernal              | Ineos Grenadiers       | 41t 53' 43"        |                    |
| 2.                 | Aleksandr Vlasov         | Astana-Premier Tech    | + 1' 22"           |                    |
| 3.                 | Gino Mäder               | Bahrain Victorious     | + 2' 08"           |                    |
| 4.                 | Juan Pedro López         | Trek-Segafredo         | + 4' 49"           |                    |
| 5.                 | Rémy Rochas              | Cofidis                | + 17' 12"          |                    |
| 6.                 | Steff Cras               | Lotto-Soudal           | + 32' 52"          |                    |
| 7.                 | Clément Champoussin      | AG2R Citroën Team      | + 33' 02"          |                    |
| 8.                 | Michael Storer           | Team DSM               | + 38' 55"          |                    |
| 9.                 | Jefferson Alveiro Cepeda | Caja Rural-Seguros RGA | + 42' 08"          |                    |
| 10.                | Pavel Sivakov            | Ineos Grenadiers       | + 47' 24"          |                    |

| Holdkonkurrence | Holdkonkurrence                    | Holdkonkurrence | Holdkonkurrence |
| Hold            | Hold                               | Tid             |                 |
| --------------- | ---------------------------------- | --------------- | --------------- |
| 1.              | Ineos Grenadiers                   | 125t 25' 12"    |                 |
| 2.              | UAE Team Emirates                  | + 12' 18"       |                 |
| 3.              | Movistar Team                      | + 14' 17"       |                 |
| 4.              | Bahrain Victorious                 | + 15' 10"       |                 |
| 5.              | Jumbo-Visma                        | + 19' 56"       |                 |
| 6.              | Trek-Segafredo                     | + 29' 58"       |                 |
| 7.              | Intermarché-Wanty-Gobert Matériaux | + 40' 38"       |                 |
| 8.              | Astana-Premier Tech                | + 45' 56"       |                 |
| 9.              | AG2R Citroën Team                  | + 52' 23"       |                 |
| 10.             | Cofidis                            | + 58' 28"       |                 |

| Holdkonkurrence | Holdkonkurrence                    | Holdkonkurrence | Holdkonkurrence |
| Hold            | Hold                               | Tid             |                 |
| --------------- | ---------------------------------- | --------------- | --------------- |
| 1.              | Ineos Grenadiers                   | 125t 25' 12"    |                 |
| 2.              | UAE Team Emirates                  | + 12' 18"       |                 |
| 3.              | Movistar Team                      | + 14' 17"       |                 |
| 4.              | Bahrain Victorious                 | + 15' 10"       |                 |
| 5.              | Jumbo-Visma                        | + 19' 56"       |                 |
| 6.              | Trek-Segafredo                     | + 29' 58"       |                 |
| 7.              | Intermarché-Wanty-Gobert Matériaux | + 40' 38"       |                 |
| 8.              | Astana-Premier Tech                | + 45' 56"       |                 |
| 9.              | AG2R Citroën Team                  | + 52' 23"       |                 |
| 10.             | Cofidis                            | + 58' 28"       |                 |